# Ormaiztegi
Ormaiztegi település Spanyolországban, Gipuzkoa tartományban. Ormaiztegi Gabiria, Ezkio-Itsaso, Beasain, Idiazabal és Mutiloa községekkel határos. Lakosainak száma 1268 fő (2024).

## Népesség
A település népessége az utóbbi években az alábbiak szerint változott:
| Lakosok száma | 1173 | 1242 | 1268 | 1323 | 1320 | 1305 | 1316 | 1276 | 1248 | 1268 |
|               | 2001 | 2004 | 2006 | 2009 | 2011 | 2014 | 2016 | 2019 | 2021 | 2024 |